# 1075-ös busz
Az 1075-ös jelzésű autóbuszvonal távolsági autóbuszjárat Budapest és Heves valamint Tiszafüred között, melyet a MÁV Személyszállítási Zrt. lát el.

## Közlekedése
Hét járatot tartalmaz a menetrendi mező. A hetek utolsó munkanapja kivételével munkanapokon és szabadnapokon kettő járatpár, a hetek utolsó munkanapján Tiszafüred felé három, Budapest felé kettő járat, munkaszüneti napokon három járatpár szállítja az utasokat. 
A járat menetideje Budapest és Heves között 2 óra 40 – 2 óra 45 perc, Budapest és Tiszafüred között 4 óra 20 perc, Tiszafüred és Budapest között 4 óra 15 perc, Heves és Budapest között 2 óra 30 perc.
Útvonalának hossza Budapest és Heves között 112,3 km, Budapest és Tiszafüred között 184,7 km, Tiszafüred és Budapest között 180 km, Heves és Budapest között 107,8 km.
Jászszentandrásra a Hevesre és Tiszafüredre közlekedő járatok térnek be.

## Megállóhelyei
| 1075 (Budapest – Jászberény – Heves – Abádszalók – Tiszafüred) | 1075 (Budapest – Jászberény – Heves – Abádszalók – Tiszafüred) | 1075 (Budapest – Jászberény – Heves – Abádszalók – Tiszafüred) | 1075 (Budapest – Jászberény – Heves – Abádszalók – Tiszafüred) | 1075 (Budapest – Jászberény – Heves – Abádszalók – Tiszafüred) | 1075 (Budapest – Jászberény – Heves – Abádszalók – Tiszafüred) | 1075 (Budapest – Jászberény – Heves – Abádszalók – Tiszafüred) | 1075 (Budapest – Jászberény – Heves – Abádszalók – Tiszafüred) |
| sz.                                                            | sz.                                                            | Megállóhely                                                    | sz.                                                            | sz.                                                            | sz.                                                            | Átszállási kapcsolatok |                                                                |
| -------------------------------------------------------------- | -------------------------------------------------------------- | -------------------------------------------------------------- | -------------------------------------------------------------- | -------------------------------------------------------------- | -------------------------------------------------------------- | --- | -------------------------------------------------------------- |
| 0                                                              | 0                                                              | Budapest, Stadion autóbusz-pályaudvar végállomás               | 30                                                             | 31                                                             | 35                                                             | 1, 1A 73, 75, 77, 80 95, 130, 195 396, 397, 398, 399, 400, 402, 410, 412, 414, 422, 424, 430, 432, 434, 435, 436, 437, 438, 439, 440, 441, 442, 485, 486 1020, 1021, 1024, 1031, 1034, 1037, 1039, 1040, 1044, 1045, 1046, 1049, 1050, 1051, 1052, 1053, 1054, 1060, 1061, 1063, 1067, 1068, 1069, 1070, 1076, 1077, 1078 |                                                                |
| 1                                                              | 1                                                              | Budapest, Örs vezér tere                                       | 29                                                             | 30                                                             | 34                                                             | 3, 62, 62A 80, 81, 82, 82A 10, 31, 32, 44, 45, 67, 85, 85E, 97E, 131, 144, 161, 161A, 161E, 168E, 169E, 174, 176E, 231, 244, 276E, 277 907, 908, 931, 956, 990 410, 430, 440, 441, 484, 485, 486, 505, 508, 509, 510 1040, 1070, 1077, 1078                                                                               |                                                                |
| 2                                                              | 2                                                              | Budapest, Rákoskeresztúr városközpont                          | 28                                                             | 29                                                             | 33                                                             | 46, 97E, 98, 161, 161A, 161E, 162, 169E, 195, 198, 202, 202E, 262 956, 990, 998 484, 485, 486, 504, 505, 506, 508, 509, 510 1070 |                                                                |
| 3                                                              | 3                                                              | Maglód, SPAR                                                   | 27                                                             | 28                                                             | 32                                                             | 485, 486, 509, 510 1070 |                                                                |
| 4                                                              | 4                                                              | Mende, községháza                                              | 26                                                             | 27                                                             | 31                                                             | 485, 486 1070 |                                                                |
| 5                                                              | 5                                                              | Sülysáp, Fő út 55.                                             | ∫                                                              | 26                                                             | 30                                                             | 485, 486 1070 |                                                                |
| ∫                                                              | 6                                                              | Tápiószecső, Magdolnatelep                                     | ∫                                                              | ∫                                                              | 29                                                             | 485, 486, 493, 494 1070 |                                                                |
| 6                                                              | 7                                                              | Tápiószecső, községháza                                        | 25                                                             | 19                                                             | 28                                                             | 485, 486, 487, 493, 494, 496 1070 |                                                                |
| ∫                                                              | 8                                                              | Tápiószecső, erdei útelágazás                                  | ∫                                                              | ∫                                                              | 27                                                             | 1070 |                                                                |
| ∫                                                              | 9                                                              | Forrópuszta, Tsz. bejárati út                                  | ∫                                                              | ∫                                                              | 26                                                             | 1070 |                                                                |
| 7                                                              | 10                                                             | Szentmártonkáta, vasútállomás elágazás                         | 24                                                             | 18                                                             | 25                                                             | 503 1070 |                                                                |
| 8                                                              | 11                                                             | Szentmártonkáta, templom                                       | 23                                                             | 17                                                             | 24                                                             | 491, 501, 502, 503 1070 |                                                                |
| ∫                                                              | 12                                                             | Kátai Állami Gazdaság bejárati út                              | ∫                                                              | ∫                                                              | 23                                                             | 502, 503 1070 |                                                                |
| 9                                                              | 13                                                             | Szentlőrinckáta, bejárati út                                   | 22                                                             | 16                                                             | 22                                                             | 486, 487, 491, 502, 503 1070 |                                                                |
| ∫                                                              | 14                                                             | Jászfelsőszentgyörgy, vásártér                                 | ∫                                                              | ∫                                                              | 21                                                             | 503 1070 |                                                                |
| 10                                                             | 15                                                             | Jászfelsőszentgyörgy, községháza                               | 21                                                             | 15                                                             | 20                                                             | 503 1070 |                                                                |
| 11                                                             | 16                                                             | Jászfelsőszentgyörgy, gépjavító                                | ∫                                                              | ∫                                                              | 19                                                             | 503 1070 |                                                                |
| ∫                                                              | 17                                                             | Hármastanya                                                    | ∫                                                              | ∫                                                              | 18                                                             | 503 1070 |                                                                |
| ∫                                                              | 18                                                             | Kerekudvar bejárati út                                         | ∫                                                              | ∫                                                              | 17                                                             | 503 1070 |                                                                |
| ∫                                                              | 19                                                             | Régi Pesti út                                                  | ∫                                                              | ∫                                                              | 16                                                             | 503 1070 |                                                                |
| 12                                                             | 20                                                             | Jászberény, Electrolux elágazás                                | 20                                                             | 14                                                             | 15                                                             | 1 498, 499, 503, 523 1070 4601, 4650, 4653, 4654, 4655, 4660, 4681, 4685 |                                                                |
| 13                                                             | 21                                                             | Jászberény, vasútállomás                                       | 19                                                             | 13                                                             | 14                                                             | 1 498, 499, 503 1070, 1348, 1362 S820 |                                                                |
| 14                                                             | 22                                                             | Jászberény, autóbusz-állomás                                   | 18                                                             | 12                                                             | 13                                                             | 1, 2A 498, 499, 503, 523 1070, 1076, 1077, 1078, 1348, 1362, 1376, 1443, 1466, 1467, 1469, 1515 3424, 3443, 3667, 3669, 3671, 4601, 4602, 4650, 4651, 4653, 4654, 4655, 4659, 4660, 4662, 4663, 4681, 4685, 4686 |                                                                |
| ∫                                                              | 23                                                             | Jászberény, Szabadság tér                                      | ∫                                                              | 11                                                             | 12                                                             | 1 1070, 1076, 1469 3424, 3443, 3669, 4601, 4602, 4653, 4654, 4655, 4659, 4660, 4662, 4663 |                                                                |
| ∫                                                              | 24                                                             | Jászberény, jászteleki elágazás                                | ∫                                                              | 10                                                             | 11                                                             | 1 1070, 1077, 1078, 1443, 1466, 1469, 1515 3669, 4601, 4602, 4653, 4654, 4655, 4659, 4660, 4662, 4663 |                                                                |
| 15                                                             | 25                                                             | Jászjákóhalma, községháza                                      | 17                                                             | 9                                                              | 10                                                             | 1070, 1076, 1077, 1362, 1376, 1443, 1466 3424, 3443, 3669, 4653, 4654, 4655, 4659 |                                                                |
| ∫                                                              | 26                                                             | Jászjákóhalma, TÜZÉP                                           | ∫                                                              | 8                                                              | 9                                                              | 1070, 1466 3424, 3443, 3669, 4655, 4658, 4659 |                                                                |
| ∫                                                              | 27                                                             | Kapitányrét                                                    | ∫                                                              | 7                                                              | 8                                                              | 1070, 1466 3424, 3443, 3669, 4655, 4658, 4659 |                                                                |
| ∫                                                              | 28                                                             | Mezőgazdasági tanüzem                                          | ∫                                                              | 6                                                              | 7                                                              | 1070, 1077, 1466 3424, 3443, 3669, 4655, 4658, 4659 |                                                                |
| 16                                                             | 29                                                             | Jászapáti, autóbusz-állomás                                    | 16                                                             | 5                                                              | 6                                                              | 1070, 1076, 1077, 1362, 1376, 1443, 1466, 1517 3424, 3443, 3669, 4603, 4655, 4657, 4658, 4659, 4661 |                                                                |
| ∫                                                              | 30                                                             | Jászszentandrás, 6-os km kő                                    | ∫                                                              | ∫                                                              | ∫                                                              | 1070 3424, 3443, 3669, 4655 |                                                                |
| ∫                                                              | 31                                                             | Jászszentandrás, gépjavító                                     | ∫                                                              | ∫                                                              | ∫                                                              | 1070, 1517 3424, 3443, 3669, 4655 |                                                                |
| 17                                                             | 32                                                             | Jászszentandrás, autóbusz-váróterem                            | ∫                                                              | ∫                                                              | ∫                                                              | 1070, 1076, 1443, 1517 3424, 3443, 3669, 4655 |                                                                |
| ∫                                                              | ∫                                                              | Jászapáti, Vasút út                                            | ∫                                                              | 4                                                              | 5                                                              | 1362, 1466 3443, 3669, 4603, 4655, 4657, 4658, 4659 |                                                                |
| ∫                                                              | ∫                                                              | Jásziványi elágazás                                            | ∫                                                              | ∫                                                              | 4                                                              | 1466 3443, 3669, 4603, 4657 |                                                                |
| ∫                                                              | 33                                                             | Heves, Állami Gazdaság bejárati út                             | ∫                                                              | 3                                                              | 3                                                              | 3424, 3443, 3669 |                                                                |
| ∫                                                              | 34                                                             | Heves, Pusztacsász                                             | ∫                                                              | 2                                                              | 2                                                              | 1466, 1517 3424, 3443, 3669 |                                                                |
| ∫                                                              | 35                                                             | Heves, szociális otthon                                        | ∫                                                              | 1                                                              | 1                                                              | 1466, 1517 3424, 3443, 3669 |                                                                |
| 18                                                             | 36                                                             | Heves, autóbusz-állomás végállomás                             | 15                                                             | 0                                                              | 0                                                              | 1066, 1067, 1068, 1069, 1362, 1376, 1443, 1466, 1517 3424, 3434, 3441, 3442, 3443, 3444, 3550, 3560, 3561, 3562, 3665, 3666, 3669, 3670, 3689, 3695 |                                                                |
| 18                                                             |                                                                | Heves, vasútállomás bejárati út                                | ∫                                                              |                                                                |                                                                | 1067, 1466 3424, 3434, 3441, 3442, 3443, 3550, 3561, 3562 személyvonat |                                                                |
| 19                                                             |                                                                | Átány, autóbusz-váróterem                                      | 14                                                             |                                                                |                                                                | 1066, 1068, 1069, 1443 3434, 3441, 3442, 3443, 3550, 3561, 3562 |                                                                |
| 20                                                             |                                                                | Kömlő, italbolt                                                | 13                                                             |                                                                |                                                                | 1066, 1068, 1069, 1346, 1443 3430, 3431, 3433, 3434, 3436, 3561, 3562 |                                                                |
| 21                                                             |                                                                | Tiszanána, Fő tér                                              | 12                                                             |                                                                |                                                                | 1066, 1068, 1069, 1346, 1443 3431, 3433, 3436, 3561, 3562 |                                                                |
| 22                                                             |                                                                | Kisköre, Szent István park                                     | 11                                                             |                                                                |                                                                | 1066, 1069, 1346, 1443 3433, 3436, 3561 |                                                                |
| 23                                                             |                                                                | Pusztataskony, szociális otthon                                | 10                                                             |                                                                |                                                                | 1066, 1069, 1346, 1443 3561, 4613, 4760 |                                                                |
| 24                                                             |                                                                | Abádszalók, vasútállomás bejárati út                           | 9                                                              |                                                                |                                                                | 1346, 1443 4613, 4760 személyvonat |                                                                |
| 25                                                             |                                                                | Abádszalók, vasbolt                                            | 8                                                              |                                                                |                                                                | 1069, 1516 3561, 4609, 4613, 4730, 4760 |                                                                |
| 26                                                             |                                                                | Abádszalók, autóbusz-állomás                                   | 7                                                              |                                                                |                                                                | 1066, 1069, 1346, 1443, 1516 3561, 4609, 4613, 4730, 4731, 4760 |                                                                |
| 27                                                             |                                                                | Abádszalók, Füredi út 87.                                      | 6                                                              |                                                                |                                                                | 1069, 1516 3561, 4609, 4613, 4730, 4760 |                                                                |
| 28                                                             |                                                                | Tiszaderzs, vízmű                                              | 5                                                              |                                                                |                                                                | 1069 3561, 4613, 4730, 4760 |                                                                |
| 29                                                             |                                                                | Tiszaderzs, községháza                                         | 4                                                              |                                                                |                                                                | 1069, 1516 3561, 4609, 4613, 4730, 4757, 4760 |                                                                |
| 30                                                             |                                                                | Tiszaszőlős, autóbusz-váróterem                                | 3                                                              |                                                                |                                                                | 1069, 1516 3561, 4609, 4613, 4701, 4757, 4760 |                                                                |
| 31                                                             |                                                                | Tiszafüred, szövetkezeti bolt                                  | 2                                                              |                                                                |                                                                | 1069 3561, 4613, 4701, 4757, 4760 |                                                                |
| 32                                                             |                                                                | Tiszafüred, posta                                              | 1                                                              |                                                                |                                                                | 1069, 1516 3561, 4609, 4613, 4701, 4757, 4760 |                                                                |
| 33                                                             |                                                                | Tiszafüred, autóbusz-állomás végállomás                        | 0                                                              |                                                                |                                                                | 1 1068, 1069, 1301, 1343, 1344, 1375, 1377, 1447, 1448, 1468, 1516 3431, 3561, 3562, 4487, 4608, 4609, 4613, 4614, 4701, 4702, 4753, 4755, 4757, 4760 személyvonat |                                                                |

- Heves, vasútállomás bejárati út megállóhelyen, csak az 1075/15 járat áll meg.